# معثنات
المعثنات (الاسم العلمي: Compsopogonaceae) هي فصيلة من النباتات الحمراء تتبع رتبة المعثنيات من طائفة المعثنانية.

## التصنيف
- المعثنة
- الشبيهة المعثنة
  - شبيهة المعثنة الشجيرية